# Hvaležni medved
Hvaležni medved je koroška narodna pripovedka, katero je zapisala Kristina Brenkova.

## Vsebina
Pravljica pripoveduje o velikem rjavem medvedu, kateremu se je v sprednjo levo taco zadrl oster črn trn. Medved je taval po robu gozda in naletel na hiško, pred katero je mati s prvorojenim sinom šivala in prepevala. Mati se je medveda zelo ustrašila, a je kmalu opazila, da z njegovo prednjo levo tačko nekaj ni v redu. Stisnila je dete k sebi in se od strahu vsa tresla. Medved se ji je približal, ter ji pomolil ranjeno tačko. Zdelo se ji je, da medved rabi pomoč in da jo prosi, da mu izdre velik črn trn. Ko jo je stah minil, je prinesla vse potrebno, da bi mu izdrla trn. Pomagala si je s šivanko. Ko je bilo vse opravljeno in medved ni več čutil bolečine, se je počasi skobacal nazaj v gozd, od koder je prišel. Kar na enkrat se je obrnil in ji iz pred nosa vzel zibelko. Mati si je mislila, da je dobrota res sirota - najprej mu je naredila dobro delo, potem pa ji je ukradel še zibelko. Ni minilo dosti časa, ko ji je medved ob sončnem zahodu prinesel zibelko nazaj, v njej pa polno sladkih hrušk. S tem je izkazal svojo hvaležnost.

### Odlomek iz pripovedke
Gori nekje v gorah, ne ve se več, ali je bilo pri Macigoju ali Naravniku, je šivala gospodinja v senci pod drevesom in zibala otroka. Naenkrat prilomasti - pa prej ni ničesar opazila - medved in ji moli taco, v kateri je tičal velik, debel trn. Žena se je prestrašila, a medved le milo in pohlevno godrnja. Zato se žena ojunači in mu izdere trn iz tace. Mrcina kosmata pa zvrne zibel, jo pobaše in oddide. Čez nekaj časa pa ji zopet prinese zibel, a zvhano napolnjeno s sladkimi hruškami . Postavil jo je na tla pred začudeno mater in odracal nazaj v goščavo. »Poglej no«, se je razveselila mati, »kakšen hvaležen medved. Zvrhano zibelko sladkih hrušk mi je prinesel za en sam izdrt trn«.

## Analiza
Glavno sporočilo pravljice je, da moraš nekomu pomagati, če je v težavah in to ti bo povrnjeno. Črn trn je omenjen kot nekaj slabega, v nasprotju pa stoji zibelka, nekaj dobrega. 
Pravljica je pripoved, v kateri se dogajajo neverjetne, samo v domišljiji mogoče stvari in v kateri navadno zmaga dobro.
Dogajalni kraj ni točno določen, torej nekje ob robu gozda, dogajalni čas pa je (en dan). Jezik je enostaven s kakšno arhaično besedo in slogovno zaznamovano besedo. To je koroška ljudska in za ljudske pravljice je značilno, da so se iz stoletja v stoletje, iz roda v rod prenašale po ustnem izročilu. Tako so se skozi čas tudi dosti spreminjale. Le sporočilo je ostalo nespremenjeno. 

## Literarni liki
Medved je v pravljici prikazan kot literarni lik, ki se znajde v težavah, a sam si pri tem ne more pomagati, niti mu ne more pri tem pomagati božja pomoč. Je velik rjav medved, ki je kljub svojemu strah vzbujajočemu izgledu dobrosrčen, saj družini noče škodovati. Dokazuje, da je dobrota poplačana (zvrhana zibelka sladkih hrušk).
Mati je zelo delovna žena, za svojo družino skrbi zelo dobro - po hiši pospravlja, kuha, neguje otroka in skrbi za moža. Je prikaz stereotipa, ki govori, kaj naj bi bila idealna ženska. Poleg tega je zelo prijazna in pripravljena pomagati, tudi medvedu, ki se znajde v težavah. Njena neizmerna dobrota je poplačana z zvrhano zibelko sladkih hrušk. 
Oče je v pravljici prikazan kot mož, ki skrbi za družino, tako da drvari in oglari, medtem ko žena poskrbi za vse ostalo, kar je potrebno. V pravljici je omenjen le v uvodu, kjer ga pravljica opiše kot mladega gospodarja.